# Laura Pulteney, 1.ª Condessa de Bath
Henrietta Laura Pulteney, 1.º Condessa de Bath (nascida Henrietta Laura Johnstone; 26 de dezembro de 1766 — Brighton, 14 de julho de 1808) foi uma aristocrata e herdeira britânica. Ela foi suo jure condessa de Bath e foi casada com o general Sir James Murray-Pulteney de Dunerne, 7.º Baronete.

## Família
Laura foi a única filha de William Johnstone e de Frances Pulteney. Os seus avós paternos eram Sir James Johnstone de Westerhall, 3.º Baronete e a honorável Barbara Murray. Os seus avós maternos eram Daniel Pulteney, membro do Parlamento e Margaret Deering Tichborne.

## Biografia
Henrietta Laura foi batizada em 29 de janeiro de 1767, na Igreja de St James, em Westminster.
Quando sua mãe herdou as propriedades de Bath pertencentes a seu parente, Harry Pulteney, em 1767, a família adotou o sobrenome Pulteney. Eles se mudaram para Bath House, em Piccadilly, onde Laura passou a sua infância.
Após a morte de Frances, em 1 de junho de 1782, a filha herdou suas terras. Ela foi primeiramente educada em casa, e depois, completou seus estudos no convento de Montparnasse, em Paris, em 1783. Durante sua estadia, Laura foi visitada por sua parente, a condessa de Hopetoun, sua amiga a senhora Belmore e pela condessa de Dundonald, quem a apresentou a sociedade parisiense.
Quando jovem, ela morou por um tempo na vila de Sudborough, em Northamptonshire. Seu vizinho era o escritor e filósofo escocês, Archibald Alison, cujo filho, William Alison, foi afilhado dela.
Em 26 de julho de 1792, seu pai adquiriu-lhe o título de baronesa de Bath, no condado de Somerset. Porém, apesar do título de conde de Bath ter sido anteriormente da família Pulteney, até sua extinção em 1764, um marquesado de Bath foi criado no Pariato da Grã-Bretanha para Thomas Thynne, 3.º Visconde Weymouth, em 1789. Portanto, alguns nobres tentaram cancelar a concessão do título a Laura devido ao uso sem precedentes do mesmo nome de lugar em dois pariatos diferentes. Eles falharam, e ela ainda foi elevada a condessa, em 1803.
Aos 27 anos de idade, a baronesa casou-se com o primo de seu pai, Sir James Murray, de aproximadamente 35 anos, em 24 de julho de 1794, em Bath House. O então coronel era filho de Sir Robert Murray de Dunerne, 6.º Baronete e de sua primeira esposa, a honorável Janet Murray. A partir da união, ele adotou o sobrenome da esposa.
James lutou na Guerra de Independência dos Estados Unidos, em 1775, e depois na captura da ilha de Santa Lúcia, em 1778. O casal não teve filhos.
Com o falecimento de seu pai, em 30 de maio de 1805, a fortuna de William foi dividida entre Laura e sua segunda esposa, Margaret Stirling. A condessa herdou 2/3 e propriedades na Inglaterra e na América.
Laura faleceu em 14 de julho de 1808, provavelmente após ter sofrido de tuberculose, e seu corpo foi enterrado no claustro sul da Abadia de Westminster, em 23 de julho. No mesmo ano, seu marido obteve o direito de usufruir das propriedades da falecida esposa pela vida toda, avaliadas em £ 50 000 por ano.
As suas propriedades pessoais foram repassadas a sua prima, Elizabeth Evelyn Fawcett, filha de Sir Richard Sutton, 1.º Baronete, e as propriedades de terra foram concedidas a William Vane, 1.º Duque de Cleveland.
Devido a falta de descendência, seus títulos tornaram-se extintos.

## Legado
A cidade de Henrietta, no estado de Nova Iorque, foi assim nomeada em homenagem a ela, pois foi onde seu pai investiu em terras.